# Absolute Classic Rock

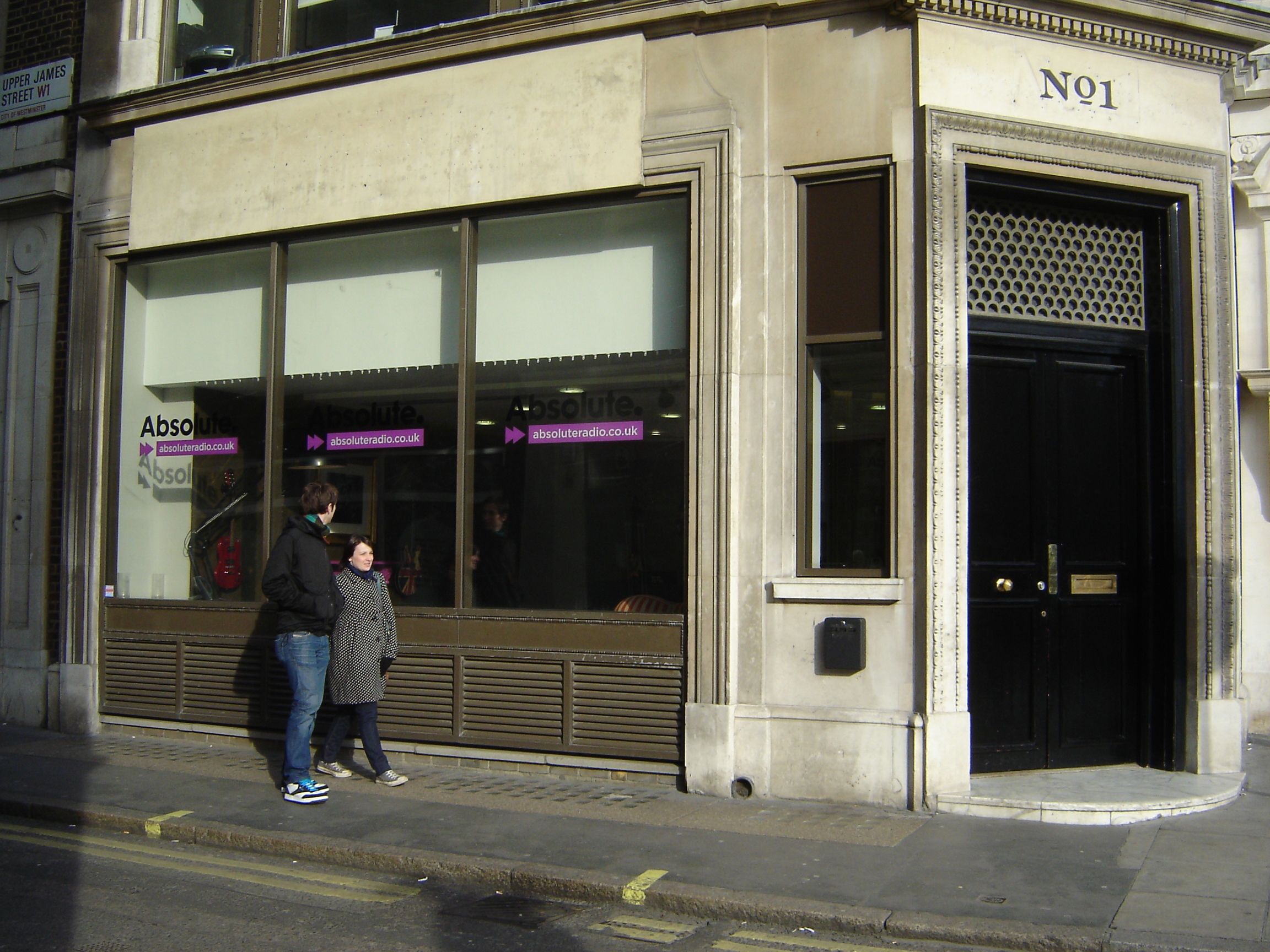
Sede de la emisora en Golden Square.

Absolute Classic Rock, filial de Absolute Radio, es una emisora de radio británica que emite a través de DAB, Virgin Media, Sky Digital, el canal 725 de Freesat y hasta el 31 de diciembre de 2013 emitía a todo el mundo a través de internet. Absolute Classic Rock forma parte de Absolute Radio Network. Su programación se centra en exclusiva en la emisión de temas clásicos del rock.
Conocida anteriormente como Virgin Radio Classic Rock, empezó a emitir exclusivamente por internet, y se puso en marcha en el 2000 bajo el nombre Virgin Classic. El 1 de septiembre de 2008 se anunció que la emisora sería renombrada como Absolute Classic Rock a partir del día 29 de ese mes.